# Venne (rheinländisches Adelsgeschlecht)
Venne ist der Name eines rheinländischen Adelsgeschlechts.
Die Familie ist zu unterscheiden von den niederländisch-bayerischen Venne und den nordhessischen Venne.

## Geschichte
Das rheinländische Geschlecht Venne stammt aus Mönchengladbach-Venn, wo es die Vogtei besaß. Theoderich von Venne beschwor 1242 mit Graf Dietrich von Kleve († 1260) und anderen Rittern die Stadtfreiheiten von Kleve und war 1247 Bürge für denselben Grafen bezüglich seines Versprechens, dem Kölner Erzbischof Konrad von Hochstaden († 1261) gegen Konrad von Müllenark. Ritter Otto von Venne war 1293 im Gefolge der Gräfin Adelheid von Kleve, 1297 war er Schiedsrichter in Streitigkeiten des Vogts Otto von Xanten mit seinen Geschwistern. 1330 verzichtete Heinrich, Vogt aus dem Venne, auf sein Lehen, die Mühle zu Uedem, gegen jährlich 25 Malter Roggen aus dem Land bei Kalkar. 1364 erhielt der Knappe Johann Utem Venne von Erzbischof Engelbert von der Mark (1304–1368) 12 Gulden Manngelder aus dem Zoll zu Neuss.

## Wappen
Blasonierung: Im Schild drei (2:1) Schlegel.
Dasselbe Wappen wurde von den Herren von Grein und Berninghausen geführt.

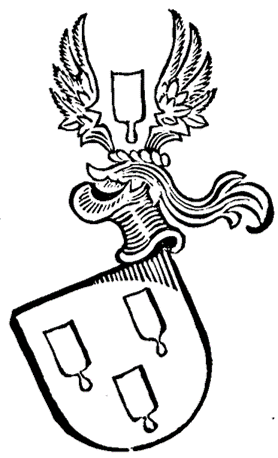
Wappen derer von Grein
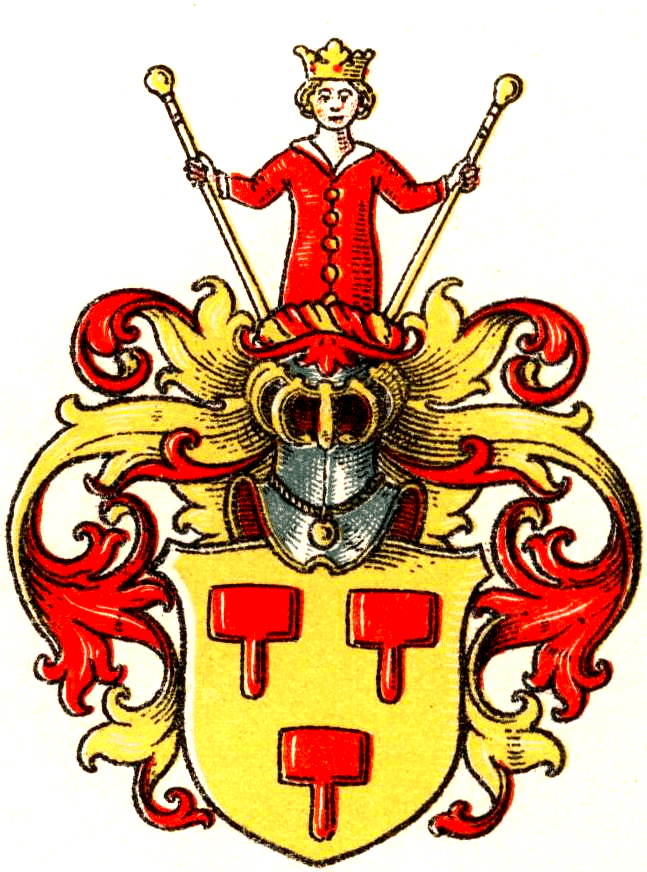
Wappen derer von Berninghausen